# Cooksey Green
Cooksey Green – przysiółek w Anglii, w Worcestershire. Cooksey Green jest wspomniana w Domesday Book (1086) jako Cochesei/Cochesie.